# Thomas Schütte
Thomas Schütte (Oldenburg, 16 novembre 1954) è un artista tedesco.
Nella realizzazione delle sue opere mostra grande versatilità. Il suo lavoro sfugge a qualsiasi definizione, sia in termini di tecniche utilizzate che di progettazione. Vive a Düsseldorf.

## Biografia

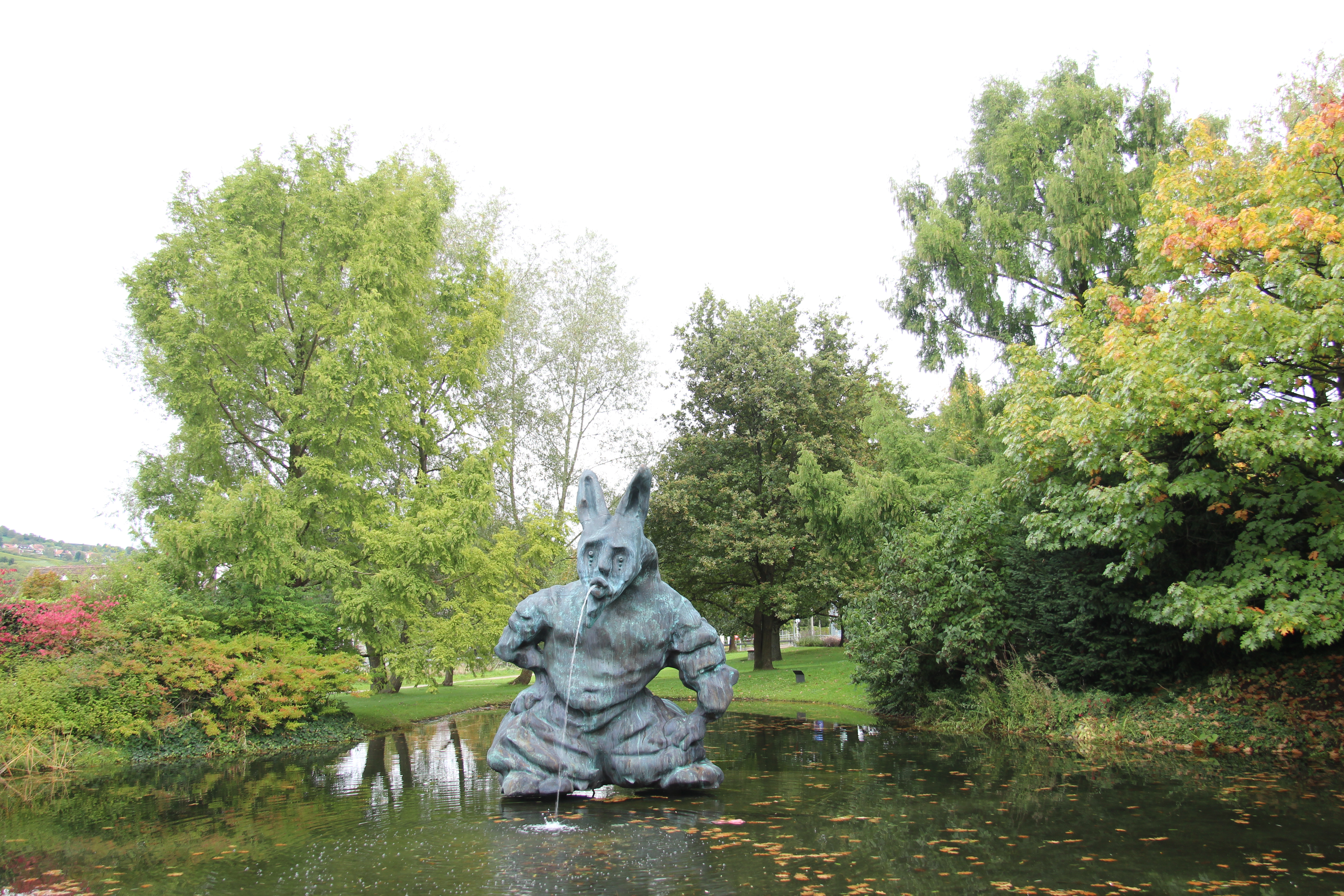
Scultura di Thomas Schütte esposta a Riehen (nei pressi di Basilea), Svizzera (2013)

Nel 1973 si è iscritto all'Accademia di belle arti di Düsseldorf, allievo di Gerhard Richter e Fritz Schwegler.
Secondo Richter la sua prima opera importante è stata Grosse Mauer, singoli dipinti su legno che formano un muro di mattoni.
Nel 1979 le prime mostre personali, in particolare alla galleria-libreria La Vitrine di Parigi e alla galleria Arno Kohnen di Dusseldorf, e i primi modelli architettonici.
Nel 1981, anno della laurea, ha realizzato Mein Grab, un modellino architettonico della propria tomba, inclusa la sua data di nascita e una data di morte fittizia.
Nel 1985 la sua prima commissione pubblica è stata Tisch mit 12 Stühlen, per la città di Amburgo: si tratta di un memoriale dedicato ai componenti della Resistenza tedesca condannati a morte dai nazisti nel 1944, inaugurato nel 1987.
Nel 1986 la sua prima mostra personale in un museo: Haus Lange di Krefeld.
Nel 1989 la sua prima mostra a New York alla Marian Goodman Gallery, dove ha presentato il progetto Big Buildings.
Nel 1992 ha partecipato a documenta IX di Kessel dove ha presentato Die Fremden, un gruppo scultoreo in ceramica smaltata a grandezza naturale, sistemato sul portico del Palazzo rosso, di fianco al Fridericianum.
Dal 1992 ha realizzato delle statuette, intitolate United Enemies, utilizzando la pasta modellabile Fimo, le ha vestite con vari tessuti e le ha legate a coppie con una corda; ha poi fotografato ogni coppia illuminata da un riflettore su uno sfondo nero, ha ritagliato e ingrandito le immagini per realizzarne delle stampe.
Nel 2011 ha ripreso il modello United Enemies e realizzato l'omonima serie di sculture monumentali in bronzo.
Nel 1997 ha realizzato una serie di modelli in scala ridotta, i Ceramic Sketch, che in seguito gli serviranno per creare le sculture monumentali della serie Frauen.
La sua scultura in bronzo Großer Geist si trova dal 1998 sulla scalinata del Neues Museum di Weimar.
A partire al 2002 ha realizzato modelli in scala ridotta di case (Ferienhäuser für Terroristen), di banche (Placement immobilier), o la riproduzione in miniatura di una stazione di servizio (Fill it up, Germany), realizzata durante la guerra in Iraq dimostrano quindi un particolare interesse per la rappresentazione degli stili di vita.
Nel 2004 il Museo d'arte contemporanea di Chicago gli ha commissionato Ganz Grosse Geister (Big Spirit XL), tre grandi statue in alluminio smaltato, che l'anno successivo sono state sistemate sul terrazzo del museo.
La sua partecipazione alla 51ª Biennale Arte di Venezia del 2005 rappresenta un momento culminante della sua carriera, con l'assegnazione del Leone d'oro come miglior artista dell'esposizione.
Alla fine del 2007 la sua scultura Model for a Hotel 2007, realizzata con pannelli di vetro colorato, è stata selezionata per il quarto plinto di Trafalgar Square a Londra.
La sua scultura Vater Staat (2007-2010) si trova nelle collezioni dell'Art Institute di Chicago e della Neue Nationalgalerie di Berlino.
Nel 2009 ha progettato, per i collezionisti privati Anne-Marie e Marc Robelin, il padiglione di 55 m² One Man House II, edificato nella zona di Roanne.
Nel 2011 è stato invitato a Murano dallo Studio Berengo e per la prima volta ha lavorato il vetro realizzando le Berengo Heads.
Sempre nel 2011 ha progettato Ferienhaus T, adattamento di precedenti modellini in scala, edificato a Mösern, nel comune in austriaco di Telfs, su richiesta dei collezionisti Teresa e Rafael Jablonka.
La sua scultura in bronzo United Enemies è stata esposta a Central Park di New York tra il 5 marzo e il 25 agosto 2013.
Nel 2015 ha realizzato Crystal, installazione a grandezza naturale in legno e rame zincato, su commissione del Clark Art Institute di Williamstown, Massachusetts.
Nell'aprile del 2016 ha inaugurato la sua Skulpturenhalle (Padiglione delle sculture) a sud dell'ex stazione missilistica Hombroich vicino a Neuss, nelle immediate vicinanze della Fondazione Langen.
Il padiglione viene utilizzato per esporre le opere di Schütte e di altri artisti, nonché come deposito delle proprie sculture.
Ispirandosi ai propri modelli in plastilina del 2003, nel 2017 ha realizzato Drittes Tier in bronzo patinato: un animale fantastico con la testa di un cavallo, il naso di un tapiro, le pinne e la coda di una foca e che dalle narici sbuffa vapore acqueo.
Nel 2018, per Vitra Campus di Weil am Rhein, ha progettato Blockhaus, struttura destinata al riposo, fatta con tronchi di pino e con il tetto di tegole di zinco al titanio, derivata da un modellino esposto alla Konrad Fischer Galerie di Düsseldorf nel 2016.
Nel 2018 ha realizzato la serie di sculture monumentali Mann im Wind I, II, III, che rappresentano un uomo le cui gambe sono bloccate nel fango, presentate al Musée de la Monnaie de Paris (2019) e che l'artista tedesco ha dato in concessione decennale alla città di Essen ed esposte nel parco pubblico cittadino.
Nella retrospettiva parigina, intitolata Trois Actes, erano esposte anche Mann mit Fahne e Man without Face, anch'esse realizzate nel 2018.
Nel 2019 Schütte ha progettato per la città di Krefeld, in occasione dell'anniversario del Bauhaus, un padiglione dal diametro di 15 metri.
Nel 2023 il De Pont Museum di Tilburg, nei Paesi Bassi, ha ospitato la mostra Westkunstmodelle 1:1, realizzazione in scala reale di tre modelli in scala 1:5 che Schütte aveva presentato nel 1981 per la collettiva Westkunst. Zeitgenössische Kunst seit 1939 (Arte occidentale. Arte contemporanea dal 1939) organizzata alla Messehallen di Colonia.

## Esposizioni
- 1984 – Von hier aus - Zwei Monate neue deutsche Kunst in Düsseldorf, mostra collettiva organizzata dalla Città di Düsseldorf.
- 1987 – partecipazione a documenta 8.
- 1987 – partecipazione a Skulptur Projekte di Münster con la scultura Kirschensäule.
- 1992 – partecipazione a documenta IX.
- 1997 – partecipazione a documenta X.
- 2003 – mostra itinerante Kreuzzug a Kunst Museum Winterthur, Museo di Grenoble e K21 Kunstsammlung Nordrhein-Westfalen.
- 2006 – partecipazione a 4ª Biennale di Berlino con Capacity Men.[35]
- 2007/2008 – mostra retrospettiva al Henry Moore Institute di Leeds e al Kunstmuseum Liechtenstein di Vaduz.
- 2009 – mostra personale, Haus der Kunst di Monaco di Baviera.
- 2009 – acqueforti, Horst-Janssen-Museum di Oldenburg.
- 2010 – Hindsight, Museo Nacional Centro de Arte Reina Sofía di Madrid.[36]
- 2010 – Big Buildings. Modelle und Ansichten, Kunst- und Ausstellungshalle der Bundesrepublik Deutschland di Bonn.
- 2012 – Frauen, Museo d'arte contemporanea del castello di Rivoli.[37]
- 2013 – mostra personale, Fondazione Beyeler di Riehen.
- 2013 – Frauen, Museum Folkwang di Essen.
- 2014 – mostra personale, Kunsthalle Vogelmann di Heilbronn.
- 2014 – mostra collettiva Vanitas - Ewig ist eh nichts, Georg Kolbe Museum di Berlino.
- 2018 – mostra, Oldenburger Kunstverein di Oldenburg.
- 2019 – Three Acts, Musée de la Monnaie de Paris, Parigi.[38]
- 2020 – Thomas Schütte. Keramik, Hetjens-Museum di Düsseldorf.[39]
- 2021 – mostra personale, Georg Kolbe Museum di Berlino.[40]
- 2021 – Thomas Schütte. Prints, Skulpturenhalle di Neuss[41]

## Collezioni pubbliche
- Art Institute of Chicago[42]
- Clark Art Institute, Williamstown, Massachusetts[43]
- Kunst Museum Winterthur, Winterthur
- Migros Museum für Gegenwartskunst, Zurigo[44]
- Museum Berggruen, Berlino
- Museum of Modern Art, New York[45]
- Städtische Galerie Wolfsburg, Wolfsburg
- Tate, Londra[46]

## Riconoscimenti
- 1990 – Arnold Bode Preis assegnato dalla città di Kassel
- 1996 – Kunstpreis "Junge Stadt sieht Junge Kunst" assegnato dalla città di Wolfsburg
- 1998 – Kurt-Schwitters-Preis assegnato dalla Niedersächsische Sparkassenstiftung
- 2004 – Lichtwark-Preis assegnato dalla città di Amburgo
- 2005 – Cologne Fine Art-Preis assegnato da Art Cologne[47]
- 2005 – Leone d'oro come miglior artista dell'esposizione alla 51ª Biennale Arte di Venezia[16]
- 2010 – Kunstpreis der Landeshauptstadt Düsseldorf[48]
- 2014 – Ernst Franz Vogelmann-Preis per la scultura[49]